# 大迫町
大迫町（おおはさまちょう）は、2005年（平成17年）まで岩手県稗貫郡にあった町。現在の花巻市のうち大迫町を冠する各字にあたる。
町のキャッチフレーズは「神楽とワインの里」で、町に伝わる早池峰神楽は国の重要無形民俗文化財に指定されており、町内に本社があるエーデルワインでは、リースリング・リオン種、ツヴァイゲルトレーベ種など町内産のブドウを用いてワインを生産している。

## 地理
- 山：早池峰山
- 河川：稗貫川、岳川

町の北東には早池峰山が聳え、南側の登山口となる河原の坊登山口がある。

## 歴史

### 沿革
- 1889年（明治22年）4月1日 - 町村制施行にともない、旧来の大迫村単独で町制施行し大迫町が発足。内川目村・外川目村と町村組合「大迫町外二箇所組合」を形成。
- 1892年（明治25年）10月9日 - 内川目村・外川目村との町村組合より離脱。
- 1955年（昭和30年）1月1日 - 亀ヶ森村・内川目村・外川目村と合併し、新制の大迫町が発足。
- 1964年（昭和39年）4月30日 - 石鳥谷町滝田地区三戸を編入。
- 1974年（昭和49年）12月 - 石鳥谷町との境界変更に伴い、同町の一部を編入。
- 2006年（平成18年）1月1日 - 石鳥谷町および和賀郡東和町とともに花巻市と合併し、新制花巻市の一部となる。

## 行政

### 歴代町長
- 最後の町長：佐藤共成（さとう ともなり・2002年11月10日就任）

昭和の合併以前
※1892年（明治25年）10月8日まで内川目・外川目村長を兼務
| 代 | 氏名       | 就任                      | 退任                       | 備考                         |
| -- | ---------- | ------------------------- | -------------------------- | ---------------------------- |
| 1  | 菅原五兵衛 | 1889年（明治22年）4月1日  | 1890年（明治23年）3月1日   |                              |
| 2  | 大沢精一   | 1890年（明治23年）3月2日  | 1892年（明治25年）10月8日  | 内川目・外川目組合村長へ転出 |
| 3  | 両川吉陸   | 1892年（明治25年）10月9日 | 1894年（明治27年）5月13日  |                              |
| 4  | 高橋与一郎 | 1894年（明治27年）5月14日 | 1903年（明治36年）5月26日  |                              |
| 5  | 後藤由五郎 | 1903年（明治36年）5月27日 | 1903年（明治36年）8月18日  |                              |
| 6  | 村田源次郎 | 1903年（明治36年）8月19日 | 1906年（明治39年）2月4日   |                              |
| 7  | 高橋与一郎 | 1906年（明治39年）2月5日  | 1908年（明治41年）1月7日   | 再任                         |
| 8  | 菅原甚吉   | 1908年（明治41年）1月8日  | 1912年（明治45年）1月29日  |                              |
| 9  | 上山貞橘   | 1912年（明治45年）1月30日 | 1916年（大正5年）2月13日   |                              |
| 10 | 岩亀喜助   | 1916年（大正5年）2月14日  | 1918年（大正7年）3月3日    |                              |
| 11 | 岩亀半蔵   | 1918年（大正7年）3月4日   | 1931年（昭和6年）7月24日   |                              |
| 12 | 両川慶八   | 1931年（昭和6年）7月25日  | 1932年（昭和7年）8月21日   |                              |
| 13 | 畠万次郎   | 1932年（昭和7年）8月22日  | 1934年（昭和9年）12月19日  |                              |
| 14 | 両川慶之輔 | 1934年（昭和9年）12月20日 | 1938年（昭和13年）12月19日 |                              |
| 15 | 菅原隆太郎 | 1939年（昭和14年）3月29日 | 1943年（昭和18年）3月28日  |                              |
| 16 | 高橋繁造   | 1943年（昭和18年）3月29日 | 1946年（昭和21年）11月19日 |                              |
| 17 | 一井昌三   | 1947年（昭和22年）4月6日  | 1949年（昭和24年）5月3日   |                              |
| 18 | 八重樫忠八 | 1949年（昭和24年）6月7日  | 1953年（昭和28年）6月6日   |                              |
| 19 | 高橋繁造   | 1953年（昭和28年）6月7日  | 1954年（昭和29年）12月31日 | 再任                         |

昭和の合併以後
- 初代 - 高橋繁造
- 2代 - 吉田米治
- 3代 - 村田柴太（参院選出馬のため辞職）
- 4代 - 亀山英一
- 5代 - 鎌田利人（在職中死去）
- 6代 - 畠敏（町職員の不祥事により辞職）
- 7代 - 村田柴太（再任、在職中死去）
- 8代 - 佐藤共成

## 姉妹都市・友好都市

### 海外
- ベルンドルフ市（英語版）（オーストリア共和国 ニーダーエスターライヒ州）
  - 1965年（昭和40年）10月12日友好都市提携

## 交通

### 道路
- 一般国道
  - 国道396号
- 主要地方道
  - 岩手県道25号紫波川井線
  - 岩手県道43号盛岡大迫東和線
- 一般県道
  - 岩手県道102号石鳥谷大迫線
  - 岩手県道214号羽黒堂二枚橋線

## 出身人物
- 平沢屏山 - アイヌ絵を描いた絵師
- 若ノ海正照 - 力士
- 村田林藏 - 日本画家
- 藤原秀旺 - プロレスラー